# Liste der Kulturdenkmale in Westheide

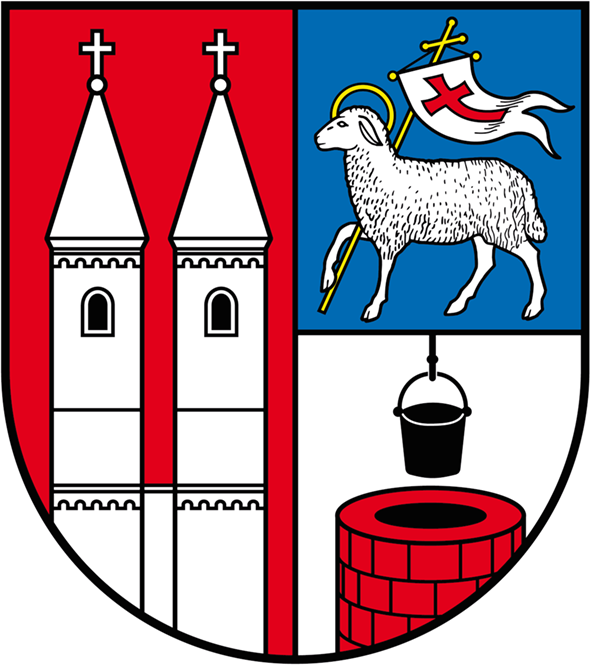
Wappen der Gemeinde Westheide

In der Liste der Kulturdenkmale in Westheide sind alle Kulturdenkmale der Gemeinde Westheide aufgelistet. Grundlage ist das Denkmalverzeichnis des Landes Sachsen-Anhalt, das auf Basis des Denkmalschutzgesetzes vom 21. Oktober 1991 erstellt und seither laufend ergänzt wurde (Stand: 31. Dezember 2022).

## Kulturdenkmale nach Ortsteilen

### Born
| Lage                             | Bezeichnung         | Beschreibung                        | Erfassungs- nummer | Ausweisungsart | Bild |
| -------------------------------- | ------------------- | ----------------------------------- | ------------------ | -------------- | ---- |
| Dorfstraße am Straßenrand        | Kriegerdenkmal Born | deutsch-französischer Krieg 1870/71 | 094 75436          | Baudenkmal     |      |
| Dorfstraße auf dem Anger (Karte) | Kriegerdenkmal      |                                     | 094 75657          | Baudenkmal     | BW   |
| Hüttsche Straße 13 (Karte)       | Gasthof             | Zur Linde                           | 094 75433          | Baudenkmal     | BW   |

### Hillersleben
| Lage                                       | Bezeichnung                 | Beschreibung                               | Erfassungs- nummer | Ausweisungsart               | Bild                 |
| ------------------------------------------ | --------------------------- | ------------------------------------------ | ------------------ | ---------------------------- | -------------------- |
| auf dem ehemaligen Kasernengelände (Karte) | Gedenkstätte                | Gedenkstätte                               | 094 05675          | Baudenkmal                   | BW                   |
| auf dem Kasernengelände (Karte)            | Friedhof Hillersleben       | Friedhof                                   | 094 05675 001      | Teilobjekt eines Baudenkmals | BW                   |
| Breite Straße nördlich der Kirche          | Kriegerdenkmal Hillersleben | Kriegerdenkmal                             | 094 70771          | Baudenkmal                   |                      |
| Freiheit 23 Ortsmitte (Karte)              | Kloster Hillersleben        | St. Laurentius, St. Stephan und St. Petrus | 094 70535          | Baudenkmal                   | Kloster Hillersleben |
| Freiheit 23 (Karte)                        | Kirche                      | Kirche                                     | 094 70535 001      | Teilobjekt eines Baudenkmals | BW                   |
| Mühlenstraße 11 (Karte)                    | Elektrizitätswerk           | Elektrizitätswerk Hillersleben             | 107 55009          | Baudenkmal                   | BW                   |

### Neuenhofe
| Lage                               | Bezeichnung    | Beschreibung     | Erfassungs- nummer | Ausweisungsart | Bild |
| ---------------------------------- | -------------- | ---------------- | ------------------ | -------------- | ---- |
| Brennereistraße 20, 22 (Karte)     | Bauernhaus     |                  | 094 75541          | Baudenkmal     | BW   |
| Brennereistraße 31 (Karte)         | Bauernhaus     |                  | 094 75542          | Baudenkmal     | BW   |
| Hauptstraße 16 (Karte)             | Wohnhaus       |                  | 094 75478          | Baudenkmal     | BW   |
| Hauptstraße 22 (Karte)             | Wohnhaus       |                  | 094 70847          | Baudenkmal     | BW   |
| Hauptstraße 24, 26 (Karte)         | Bauernhof      |                  | 094 75552          | Baudenkmal     | BW   |
| Teichstraße im Ortskern (Karte)    | Kirche         | Trinitatiskirche | 094 75553          | Baudenkmal     | BW   |
| Teichstraße vor der Kirche (Karte) | Kriegerdenkmal |                  | 094 75554          | Baudenkmal     | BW   |

## Ehemalige Denkmale
Die nachfolgenden Objekte waren ursprünglich ebenfalls denkmalgeschützt oder wurden in der Literatur als Kulturdenkmale geführt. Die Denkmale bestehen heute jedoch nicht mehr, ihre Unterschutzstellung wurde aufgehoben oder sie werden nicht mehr als Denkmale betrachtet.

### Hillersleben
| Lage                     | Bezeichnung | Beschreibung | Erfassungs- nummer | Ausweisungsart | Bild |
| ------------------------ | ----------- | --- | ------------------ | -------------- | ---- |
| Breite Straße 21 (Karte) | Wohnhaus    | Wohnhaus, wurde im Jahr 2011 im Zuge eines Sicherungsabrisses abgebrochen. Die Austragung aus dem Denkmalverzeichnis erfolgte 2015. | 094 75451          | Baudenkmal     | BW   |

## Legende
In den Spalten befinden sich folgende Informationen:
- Lage: Nennt den Straßennamen und wenn vorhanden die Hausnummer des Kulturdenkmals. Die Grundsortierung der Liste erfolgt nach dieser Adresse. Der Link „Karte“ führt zu verschiedenen Kartendarstellungen und nennt die geographischen Koordinaten.
Link zu einem Kartenansichtstool, um Koordinaten zu setzen. In der Kartenansicht sind Baudenkmale ohne Koordinaten mit einem roten bzw. orangen Marker dargestellt und können in der Karte gesetzt werden. Baudenkmale ohne Bild sind mit einem blauen bzw. roten Marker gekennzeichnet, Baudenkmale mit Bild mit einem grünen bzw. orangen Marker.
- Offizielle Bezeichnung: Nennt den Namen, die Bezeichnung oder zumindest die Art des Kulturdenkmals und verlinkt, soweit vorhanden, auf den Artikel zum Objekt.
- Beschreibung: Nennt bauliche und geschichtliche Einzelheiten des Kulturdenkmals, vorzugsweise die Denkmaleigenschaften.
- Erfassungsnummer: Für jedes Kulturdenkmal wird in Sachsen-Anhalt eine 20stellige Erfassungsnummer vergeben. Die letzten zwölf Ziffern werden für die Untergliederung nach Teilobjekten genutzt und werden nur angegeben, soweit vergeben. In dieser Spalte kann sich folgendes Icon  befinden, dies führt zu Angaben zu diesem Baudenkmal bei Wikidata.
- Ausweisungsart: Die Einordnung des Denkmales nach § 2 Abs. 2 DenkmSchG LSA
- Bild: Ein Bild des Denkmales, und gegebenenfalls einen Link zu weiteren Fotos des Kulturdenkmals im Medienarchiv Wikimedia Commons. Wenn man auf das Kamerasymbol klickt, können Fotos zu Kulturdenkmalen aus dieser Liste hochgeladen werden: